# Кэти Кокс
Кэти Кокс (англ. Katie Kox, род. 17 декабря 1985 года) — сценический псевдоним американской порноактрисы Аманды Савини.

## Биография
В 2009 году Кокс, живя в Лас-Вегасе, работала в кредитном кооперативе и официанткой. Работая в сфере услуг, она познакомилась со своим будущим мужем — владельцем бара Риком Баркоде. Вместе с мужем она создала сайт KatieKox.com, специализирующийся на межрасовой порнографии и сценах супружеской измены. Она также снималась в фильмах таких порностудий, как Brazzers, Hustler Video, Adam & Eve, Elegant Angel и Vivid Entertainment. 12 марта 2009 года Кох сделала операцию по увеличению груди.

## Награды и номинации
- 2010 Urban X Award — Best Interracial Star (разделила первое место с Эшли Орион) & Best Interracial Star Website (katiekox.com); номинирована на Best Internet Studio Site (Katie Kox’ Dirty Hard Drive)[2][3]
- 2011 номинация на AVN Award — невоспетая старлетка года[4]
- 2011 номинация на XBIZ Award — Porn Star Site Of The Year (KatieKox.com)[5]